# Антипіроген
Антипіроген (рос. антипироген, англ. antipyrogene, нім. Antipyrogene) — речовина, що перешкоджає самозайманню вугілля шляхом сповільнення процесу окиснення. До А. належать вода, розчини силікату натрію. В шахтах як А. використовують водні розчини хлориду Са, фосфату, карбонату, нітрату, сульфату амонію, манганату К, фенолформальдегідної смоли та ін. У вугільних кар'єрах, штабелях і породних відвалах застосовують також фталеву та нафтенову кислоти, фурфурол та метанольну воду, інгібітори фенольного типу, стічні води коксохімзаводів, що містять фенольні та піридинові компоненти. У вугільній промисловості найбільш розповсюджені розчини хлориду Са і суспензія 5-10% гідроксиду Са. А. нагнітають через шпури та свердловини в цілики і скупчення самозаймистого вугілля у вироблені простори. Шпури бурять діаметром 46 мм, на відстані 2-3 м один від одного на глибину 2,5-3 м, глибина герметизації шпурів — 1,0-1,5 м, тиск рідини А. 6-8 МПа. При профілактиці самозаймання найнебезпечнішого в цьому плані малометаморфізованого вугілля відновленого типу рекомендовано 10-15% розчин карбаміду, а схильного до самозаймання вугілля маловідновленого типу середньої стадії метаморфізму — 10% розчин CaCl2. Для запобігання ендогенних пожеж на вугільних шахтах досліджені топкові гази. Молекули вуглекислого газу, які входять до складу топкових газів, сорбуються на вугільній поверхні і гальмують реакції окиснення. Інші компоненти газу нейтралізують дію перекисів, вступаючи з ними у взаємодію. Оцінка впливу А. на процес низькотемпературного окиснення здійснюється за параметром n = Q/Qi, де Q і Qi — інтегральні теплоти окиснення необробленного та обробленного розчином А. вугілля.